# Jacana d'ales bronzades
La jacana d'ales bronzades (Metopidius indicus) és una espècie d'ocell de la família dels jacànids (Jacanidae) i única espècie del gènere Metopidius. Va ser descrit com a Parra indica per l'ornitòleg John Latham el 1790.
Habita zones pantanoses amb vegetació flotant de l'Àsia tropical, des de l'Índia, cap a l'est, a través de Myanmar fins al sud-oest de la Xina, Tailàndia, Cambodja, centre de Laos, sud del Vietnam, Sumatra i Java.